# Zell unter Aichelberg
Zell unter Aichelberg, Zell u. A. – miejscowość i gmina w Niemczech, w kraju związkowym Badenia-Wirtembergia, w rejencji Stuttgart, w regionie Stuttgart, w powiecie Göppingen, wchodzi w skład związku gmin Raum Bad Boll. Leży na przedpolu Jury Szwabskiej, ok. 9 km na południowy zachód od Göppingen.
Według danych na 31 grudnia 2010 roku gminę zamieszkuje 3 028 osób.

## Współpraca
Miejscowość partnerska:
- Friedersdorf, Saksonia-Anhalt